# Мессьє 53
Мессьє 53 (також відоме як М53,GCL 22 та NGC 5024) є кулястим скупченням в сузір'ї Волосся Вероніки.

## Історія відкриття
Скупчення було відкрито Йоганном Боде 3 лютого 1775 року.

## Цікаві характеристики
M53 є одним з найвіддаленіших кулястих скупчень, перебуваючи на відстані близько 60 000 світлових років від Галактичного центру і майже на такій самій відстані (близько 58 000) світлових років від Сонячної системи.

## Спостереження

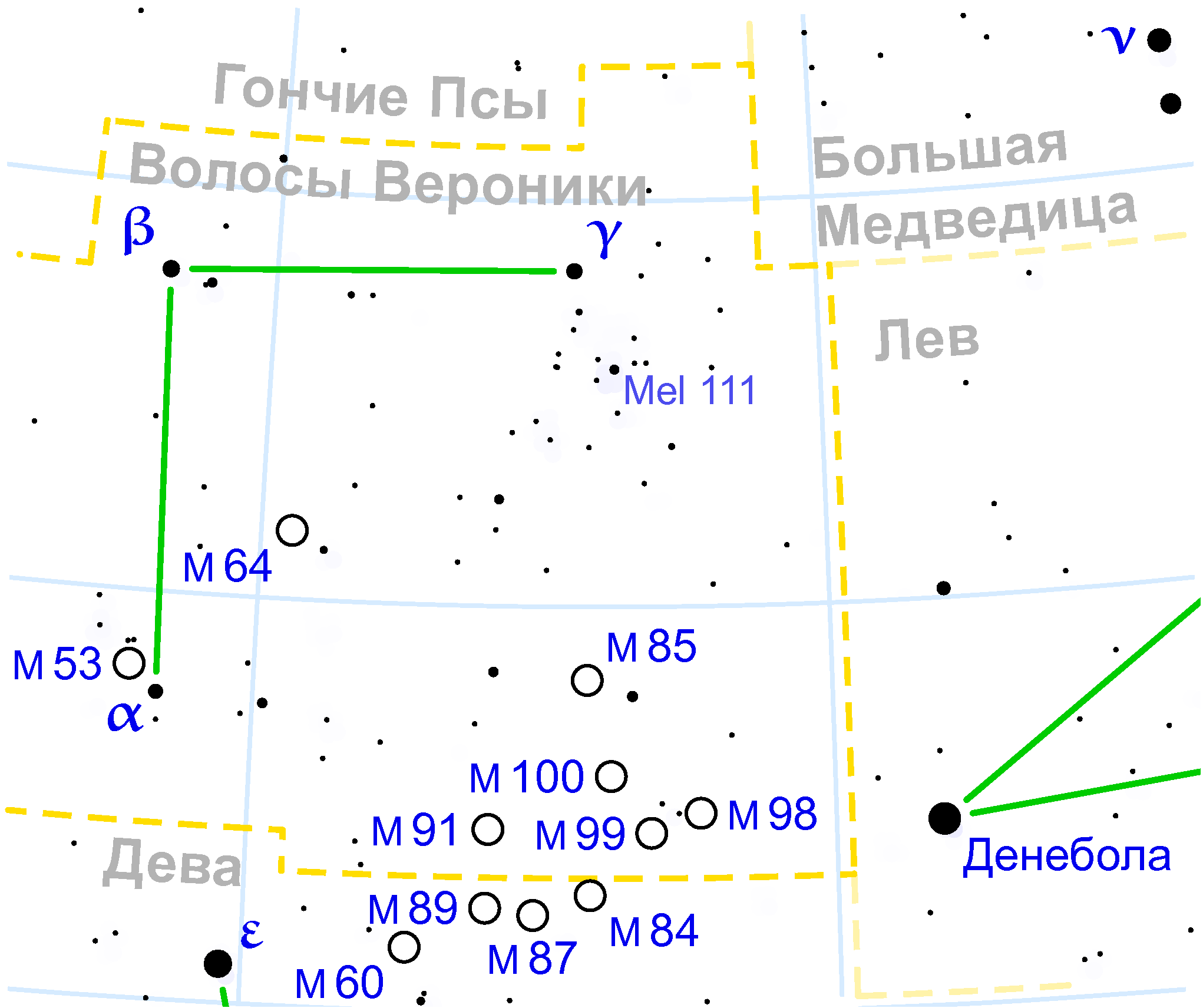
Кулясте скупчення M53 в сузір'ї Волосся Вероніки

М53 — це кулясте скупчення весняного неба, яке неважко знайти в бінокль чи шукач телескопа приблизно в градусі на північний схід від неяскравої α Волосся Вероніки. У середній аматорський телескоп це одне із найбільш далеких кулястих скупчень каталогу Мессьє практично не розпадається на окремі зорі й видно у вигляді невеликої туманної кульки з досить яскравим центром (ядром) і поступовим падінням яскравості периферії. Починаючи з апертур 250—300 мм гало починає розпадатися на зорі > 13.5m
У 10 кутових хвилинах на південь від М53 можна бачити пару зірок 9m. А в градусі на південний схід одне з найтаємничіших кулястих скупчень NGC 5053, яке хоч і лежить ближче від М53, але ледь помітне через надзвичайну бідність зорями. NGC 5053 — відмінний «спортивний» об'єкт далекого космосу, для перевірки зору спостерігача і можливостей інструменту.

### Сусіди по небу з каталогу Мессьє
- M64 — (в 5 градуса на північний захід, біля зорі 35 Com) знаменита галактика «Чорне Око»;
- M85, M100 і M88 — (на захід) північна периферія скупчення галактик в Діві;
- M60, M59, M58, M89 і M90 — (на південний захід) східна частина скупчень галактик у Діві.

### Послідовність спостереження в «Марафоні Мессьє»
… М106 → М3 →М53 → М64 → М85 …

## Навігатори
| ◄ NGC 5020 \| NGC 5021 \| NGC 5022 \| NGC 5023 \| NGC 5024 \| NGC 5025 \| NGC 5026 \| NGC 5027 \| NGC 5028 ► |

Координати:  13г 12м 55.3с, +18° 10′ 09″